# Dolné Lefantovce
Dolné Lefantovce – wieś i gmina (obec) w powiecie Nitra, w kraju nitrzańskim na Słowacji. Znajduje się na północ od Nitry, na Nizinie Naddunajskiej, nad brzegami potoku będącego lewym dopływem rzeki Nitra. 